# آدم وايت
آدم وايت (بالإنجليزية: Adam White)‏ (8 نوفمبر 1989 في أستراليا - ) هو لاعب كرة طائرة أسترالي في مركز ضارب خارجي ‏. شارك في بطولة العالم لكرة الطائرة للرجال 2010 والألعاب الأولمبية الصيفية 2012 وبطولة العالم لكرة الطائرة للرجال 2014. ولعب مع Tours VB ‏ وBerlin Recycling Volleys ‏.

## وصلات خارجية
- آدم وايت على موقع الاتحاد الأوروبي (الإنجليزية)
- آدم وايت على موقع الدوري الألماني للكرة الطائرة (الألمانية)
- آدم وايت على موقع Ligue Nationale de Volley (الفرنسية)
- آدم وايت على موقع دوري الدرجة الأولى الإيطالي للكرة الطائرة - رجال (الإيطالية)
- آدم وايت على موقع اللجنة الأولمبية الدولية (الإنجليزية)
- آدم وايت على موقع أوليمبيديا (الإنجليزية)